# Крница (Копар)
Крница (словен. Krnica, итал. Carnizza) је насељео место у општини Копар у покрајини Приморска која припада Обално-Крашкој регији у Републици Словенији. 

## Географија
Насеље површине 0,57 км², налази се на надморској висини од 109,7 метара. Године 2010. насеље је имало 73 становника. 